# Kanton Marseille-Les Olives
Kanton Marseille-Les Olives (fr. Canton de Marseille-Les Olives) je francouzský kanton v departementu Bouches-du-Rhône v regionu Provence-Alpes-Côte d'Azur. Tvoří ho část města Marseille a zahrnuje část 13. městského obvodu.

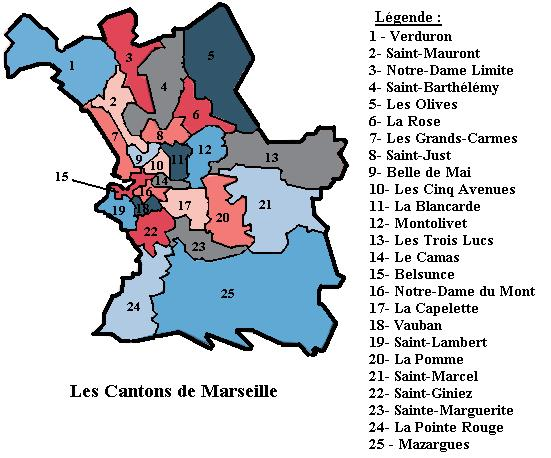
Kantony města Marseille